# Coat of Many Colors
Az 1971-es Coat of Many Colors Dolly Parton nyolcadik nagylemeze. A címadó dal, melyet Parton legkedvesebb dalának nevezett, gyermekkori szegénységével foglalkozik. Az amerikai kislemezlistákon a 4. helyig jutott.
Az évek során Parton több dalt újra rögzített. Ilyen a Traveling Man, mely egy utazó árus, egy nő és a nő anyja közti szerelmi háromszöget ír le, vagy például a My Blue Tears. Utóbbit háromszor is átdolgozta, míg az Early Morning Breeze 1974-es, Jolene albumán is megjelent. A Better Place to Live egy utópisztikus társadalmat mutat be, ahol mindenki szereti a másikat és béke honol.
2001-ben jelent meg egy CD-kiadáson a Joshua albummal együtt, Joshua & Coat Of Many Colors címen. A 2007-ben napvilágot látott kiadás korábban kiadatlan dalokat is tartalmazott. 2010-ben adtak ki egy három CD-s kiadást a Coat of Many Colors, a Jolene és a My Tennessee Mountain Home albumokkal a Sony Music gondozásában.
2003-ban 299. lett a Rolling Stone magazin Minden idők 500 legjobb albuma listáján. Felkerült a Time magazin Minden idők 100 legjobb albuma listára is, 2006-ban, továbbá szerepel az 1001 lemez, amit hallanod kell, mielőtt meghalsz című könyvben.

## Az album dalai
|     | Cím                                   | Szerző(k)      | Hossz |
| --- | ------------------------------------- | -------------- | ----- |
| 1.  | Coat of Many Colors                   | Dolly Parton   | 3:05  |
| 2.  | Traveling Man                         | Dolly Parton   | 2:40  |
| 3.  | My Blue Tears                         | Dolly Parton   | 2:16  |
| 4.  | If I Lost My Mind                     | Porter Wagoner | 2:29  |
| 5.  | The Mystery of the Mystery            | Porter Wagoner | 2:28  |
| 6.  | She Never Met a Man (She Didn't Like) | Dolly Parton   | 2:41  |
| 7.  | Early Morning Breeze                  | Dolly Parton   | 2:54  |
| 8.  | The Way I See You                     | Porter Wagoner | 2:46  |
| 9.  | Here I Am                             | Dolly Parton   | 3:19  |
| 10. | A Better Place to Live                | Dolly Parton   | 2:39  |

| 11. | My Heart Started Breaking       | Dolly Parton   | 3:02 |
| 12. | Just as Good as Gone            | Dolly Parton   | 2:28 |
| 13. | The Tender Touch of Love        | Porter Wagoner | 2:26 |
| 14. | My Blue Tears (akusztikus demó) | Dolly Parton   | 2:24 |

## Közreműködők
- Dolly Parton – ének, gitár
- Billy Sanford – gitár
- Dave Kirby – gitár
- Jerry Shook – gitár
- George McCormick – gitár
- Pete Drake – pedal steel gitár
- Bobby Dyson – basszusgitár
- Jerry Carrigan – dob
- Buck Trent – bendzsó
- Mack Magaha – hegedű
- Johnny Gimble – hegedű
- Buddy Spicher – hegedű
- Hargus "Pig" Robbins – zongora
- David Briggs – zongora
- The Nashville Edition – háttérvokál

## Fordítás
Ez a szócikk részben vagy egészben a Coat of Many Colors című angol Wikipédia-szócikk ezen változatának fordításán alapul.  Az eredeti cikk szerkesztőit annak laptörténete sorolja fel. Ez a jelzés csupán a megfogalmazás eredetét és a szerzői jogokat jelzi, nem szolgál a cikkben szereplő információk forrásmegjelöléseként.